# Marek Bojarski
Marek Bojarski (ur. 13 marca 1946 w Przemyślu) – polski prawnik specjalizujący się w prawie karnym, prawie karnym skarbowym i prawie o wykroczeniach, profesor nauk prawnych, profesor zwyczajny Uniwersytetu Wrocławskiego i rektor tej uczelni w kadencjach 2008–2012 oraz 2012–2016.

## Życiorys
W 1963 zdał maturę w II Liceum Ogólnokształcącym w Przemyślu. Studia prawnicze ukończył w 1969 na Uniwersytecie Wrocławskim. Na macierzystej uczelni w 1976 uzyskał stopień doktora (na podstawie pracy Ryzyko gospodarcze w polskim prawie karnym napisanej pod kierunkiem Tomasza Kaczmarka), a w 1985 stopień doktora habilitowanego. 20 października 1992 otrzymał tytuł profesora nauk prawnych.
Po ukończeniu studiów rozpoczął pracę w Instytucie Kryminologicznym UWr. Na Uniwersytecie Wrocławskim przeszedł kolejne szczeble kariery naukowej, dochodząc do stanowiska profesora zwyczajnego. W latach 1984–1991 był zastępcą, a od 1991 dyrektorem Instytutu Prawa Karnego i Kryminologii. W 1989 został kierownikiem jednego z zakładów, a następnie kierownikiem Katedry Prawa o Wykroczeniach i Karnego Skarbowego. W latach 1993–1995 i 1999–2002 pełnił funkcję prorektora UWr, a w latach 2002–2008 był dziekanem Wydziału Prawa, Administracji i Ekonomii tej uczelni. 6 maja 2008 został wybrany na rektora Uniwersytetu Wrocławskiego. 14 marca 2012 uzyskał reelekcję na kolejną czteroletnią kadencję.
Był profesorem wizytującym w Bostonie, Des Moines, Detroit, Waszyngtonie, Leuven. Od 1977 członek Międzynarodowego Stowarzyszenia Prawa Karnego (od 1977). Powoływany na przewodniczącego Kolegium Rektorów Uczelni Wrocławia, Opola, Częstochowy i Zielonej Góry, a także na przewodniczącego Komisji Dyscyplinarnej przy Radzie Głównej Szkolnictwa Wyższego oraz przewodniczącego komisji rewizyjnej Konferencji Rektorów Akademickich Szkół Polskich.

## Odznaczenia i wyróżnienia
W 2019 odznaczony Krzyżem Kawalerskim Orderu Odrodzenia Polski. Otrzymał tytuły doktora honoris causa Tomskiego Państwowego Uniwersytetu Pedagogicznego (2010) oraz Lwowskiego Uniwersytetu Narodowego im. Iwana Franki (2011). W 2012 został honorowym obywatelem Przemyśla.

## Wybrane publikacje
Jest autorem ponad 170 prac naukowych z zakresu prawa. Do jego publikacji należą:
- Dozwolone ryzyko gospodarcze w polskim prawie karnym, Wydawnictwo UWr, Wrocław 1977,
- Prawo o wykroczeniach, Wydawnictwo UWr, Wrocław 1980,
- Przestępstwo niegospodarności jako problem polityki kryminalnej, Wydawnictwo UWr, Wrocław 1985,
- Poza-kodeksowe prawo karne z komentarzem, Wydawnictwo UWr, Wrocław 1988,
- Oceny prawne obszarów stycznych wykroczeń i przestępstw, Wydawnictwo UWr, Wrocław 1989,
- Tendencje zmian prawa karnego i prawa o wykroczeniach w Polsce i Czecho-Słowacji, Wydawnictwo UWr, Wrocław 1992,.
- Współczesne problemy nauk penalnych: zagadnienia wybrane, Wydawnictwo UWr, Wrocław 1994,
- Zarys polskiego prawa o wykroczeniach, Wydawnictwo UWr, Wrocław 1995,
- Kompendium dla policjanta. Naruszenia porządku, zagrożenia w ruchu drogowym, niszczenie mienia, zagrożenia środowiska. Interpretacja przepisów, reakcja na przestępstwa i wykroczenia, Wydawnictwo UWr, Wrocław 1996,
- Kompendium dla samorządu terytorialnego. Ochrona prawna drzew i krzewów: stosowanie środków administracyjnych, inicjowanie ścigania karnego, Wydawnictwo UWr, Wrocław 1997,
- Kompendium dla straży gminnych (miejskich): wykroczenia: interpretacja przepisów, postępowanie mandatowe, czynności sprawdzające, wnioski o ukaranie, oskarżanie przed kolegium, Wydawnictwo UWr, Wrocław 1997,
- Kodeks wykroczeń. Komentarz, C.H. Beck, Warszawa 1998.